# Biblioteca Nacional de Cambodja
La Biblioteca Nacional de Cambodja és la biblioteca nacional de Cambodja, situada a Phnom Penh. Fou oberta al públic per primera vegada el 24 de desembre de 1924. Destaca la supervivència de l'edifici als canvis violents durant els distints governs que ha tingut el país cambodjà.
Quan obrí la col·lecció consistia en 2.879 documents. La majoria d'aquests documents es referien a assumptes francesos en compte de cambodjans. El 1928 arribà a tindre 10.000 documents.
Durant el règim dels Khmers Rojos el catàleg i la col·lecció patí danys per l'ús dels jardins com a granja de porcs i pollastres, com a habitacions per als consellers xinesos i l'ús de l'interior per a mantindre menjar i els cuidadors del porcs. Del personal format per quaranta persones soles tornaren per a treballar-hi dues persones després de la caiguda del règim. Menys del 20% de la col·lecció sobrevisqué a l'expurgació ideològica del règim.
Durant la dècada del 1980 rebé fons dels vietnamites i la Unió Soviètica.
El 1986 la Biblioteca Nacional fou separada de l'Arxiu Nacional. La biblioteca fou administrada pel Departament de Cultura de Masses (depenent del Ministeri de Cultura).
El 1993 començà a crear una Bibliografia Nacional Cambodjana.
Prop del 1999 formà part de la eIFL.net, una fundació que facilita l'ús dels recursos electrònics.